# Motte castrale de la Butte Saint-Pierre
La motte castrale de la Butte Saint-Pierre est une fortification médiévale du XIe siècle située à la Venelle Saint-Pierre, commune de Sées dans l'Orne.
La motte castrale et son mur de soutènement sont classés au titre des monuments historiques par arrêté du 12 août 1996.